# Petralca
Petralca ist eine ausgestorbene Gattung von Vögeln aus der Ordnung der Seetaucherartigen (Gaviiformes). Die einzige bekannte Art der bislang monotypischen Gattung ist Petralca austriaca aus der Ebelsberg–Formation (Aquitanium – Unteres Miozän, vor etwa 20,44 bis 23,03 Millionen Jahren) von Pucking in Oberösterreich.

## Etymologie und Forschungsgeschichte
Der Gattungsname ist ein Kofferwort aus dem lateinischen „petra“ (nach dem altgriechischen πέτρα – „Fels“) und der Gattungsbezeichnung „Alca“ für den rezenten Tordalk (Alca torda). Der Artzusatz „austriaca“ bezieht sich auf den Fundort in Österreich. Der Artname lässt sich grob also in etwa mit „Österreichischer Felsen-Alk“ übersetzen.
Der bislang einzige Fossilbeleg von Petralca wurde 1980 im Zuge einer Fossilgrabung des Naturhistorischen Museums Wien und des Oberösterreichischen Landesmuseums im damaligen Baustellenbereich des Kraftwerks Traun-Pucking gefunden. Die Erstbeschreibung von Gattung und Typusart erfolgte 1987 durch Jiří Mlíkovský.
Mlíkovský interpretierte das Fossil in seiner Erstbeschreibung als Vertreter der Alkenvögel (Alcidae), was auch seine Wahl des Gattungsnamens erklärt. Da er jedoch auch einige markante Unterschiede in der Skelettmorphologie erkannt hatte, stellte er Petralca in eine eigene Unterfamilie (Petralcinae) innerhalb der Familie der Alcidae. Seinen Informationen entsprechend wiesen die Schichten, in denen das Fossil gefunden worden war, ein Ober-Oligozänes Alter auf. Petralca war damit nicht nur ein reichlich ungewöhnlicher, sondern gleichzeitig auch der älteste bekannte Vertreter der Alkenvögel.
2009 wurden Zweifel an der systematischen Zuordnung des Fossils laut. Sowohl Gerald Mayr als auch Erik Wijnker und Storrs L. Olson vermuteten, unabhängig voneinander, für Petralca eine Stellung in der Ordnung der Seetaucherartigen (Gaviiformes). Ebenfalls 2009 und 2010 erfolgten Revisionen der stratigraphischen Einstufung. Der Fundhorizont wurde nicht mehr in das Ober-Oligozän (Chattium), sondern in das Untere Miozän (Aquitanium) gestellt und konnte relativ genau auf ein Alter von etwa 22 Millionen Jahre datiert werden.
2017 veröffentlichten Ursula B. Göhlich und Gerald Mayr schließlich eine vollständige Neubeschreibung des Holotypus in der sie die bereits vermutete Zuordnung zu den Gaviiformes bestätigen konnten. Petralca war damit, nach Gavia schultzi aus dem Mittleren Miozän von Sankt Margarethen im Burgenland, bereits der zweite fossile Vertreter aus der Ordnung der Seetaucherartigen in Österreich.

## Fossilbeleg
Holotypus und einziger Fossilbeleg für Gattung und Typusart ist ein relativ schlecht erhaltenes Teilskelett aus der Ebelsberg-Formation. Das Originalfossil liegt als Platte und Gegenplatte vor und wird am Naturhistorischen Museum Wien unter der Inventarnummer NHMW 1980/0025/0001a + b aufbewahrt. Der Skelettrest umfasst im Wesentlichen Teile des Schultergürtels (beide Rabenbeine und Fragmente beider Schulterblätter) und beider Flügel. Daneben sind noch einige fragmentarisch erhaltene Wirbel und Rippen, sowie ein einzelnes, isoliertes Zehenglied vorhanden. Viele der Knochen sind beschädigt oder nur als Abdruck erhalten.

## Merkmale

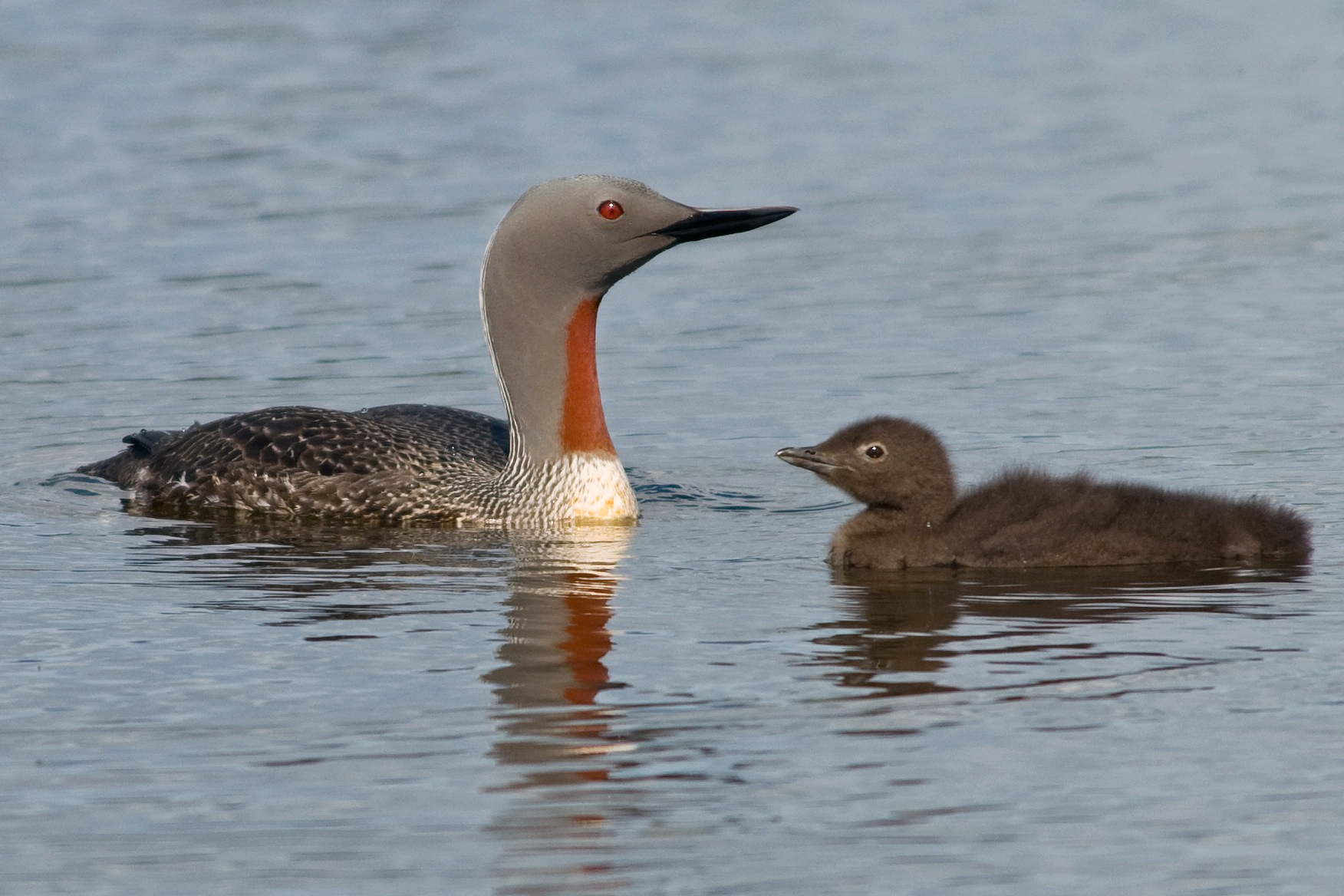
Selbst der Sterntaucher, die kleinste rezente Seetaucherart, wird deutlich größer als Petralca austriaca

Petralca austriaca weist zahlreiche Skelettmerkmale auf, die eine Zuordnung zu den Seetaucherartigen bestätigen. Insbesondere das Os carpi radiale, der Handwurzelknochen der Speiche und Carpometacarpus miteinander verbindet, zeigt mit einer tiefen, zentral gelegenen Einkerbung für die Sehne des Musculus ulnometacarpalis ventralis ein Merkmal, das in dieser Form nur von Vertretern der Gaviiformes bekannt ist. Der dickwandige Schaft des Oberarmknochens ist im Querschnitt rundlich, wie bei den Seetaucherartigen und nicht craniocaudal abgeflacht, wie bei den Alkenvögeln. Die Form des Rabenbeins entspricht ebenfalls den Verhältnissen bei den Seetaucherartigen und unterscheidet sich deutlich vom Rabenbein der Alkenvögel.
In Summe erinnern die Überreste stark an Colymboides, eine Gattung der Seetaucherartigen, die vom Oberen Eozän bis ins Untere Miozän mit mehreren Arten in Europa vorkam. Göhlich und Mayr weisen in ihrer Neubeschreibung von 2017 allerdings auch auf Unterschiede zwischen den beiden fossilen Gattungen hin und werten Petralca als näher verwandt mit den heutigen Seetauchern (Gavia) als Colymboides.
Petralca wird größenmäßig als zwischen Colymboides anglicus und Colymboides minutus liegend beschrieben. C. anglicus war deutlich kleiner als der rezente Sterntaucher (Gavia stellata), der kleinste lebende Vertreter der Gattung Gavia, und C. minutus erreichte nur etwa die Hälfte der Größe eines Sterntauchers.

## Palökologie
Der beim Bau des Kraftwerks Traun-Pucking kurzfristig freigelegte, fossilreiche Horizont der Ebelsberg-Formation lässt sich als Konservatlagerstätte charakterisieren. Die sandigen bis tonigen Silte des Fundhorizontes wurden im Bereich des nordalpinen Molassebeckens am nördlichen Rand der Zentralen Paratethys abgelagert. Der Fossilbefund weist auf einen marinen Ablagerungsraum mit einer Wassertiefe von mehr als 100 m hin. Die Küstenlinie der Böhmischen Masse lag 10–20 km entfernt in nördlicher bis nordöstlicher Richtung.
Der Fossilinhalt der Lagerstätte ist nicht gleichmäßig verteilt. Unterschiedliche Taxa sind in bestimmten Kombinationen jeweils lagenweise angereichert:
- Monodominante (ein einzelnes Taxon dominiert) Massenvorkommen von planktischen Gastropoden der Gattungen Limacina oder Clio gemeinsam mit Anreicherungen von kalkigem Nannoplankton treten mehrfach auf und deuten auf ein regelmäßiges Überangebot an Nährstoffen, ausgelöst durch Upwelling oder verstärkten Nährstoffeintrag aus den Küstengebieten hin.
- In mehreren Lagen finden sich Ansammlungen von Schalen des Nautiloiden Aturia gemeinsam mit Resten der Braunalge Cystoseirites altoaustriacus. Die Kombination aus Kopffüßern des Pelagials und Pflanzen des Litorals wird als Material eines ehemaligen Spülsaumes, das durch Sturm- oder Flutereignisse wieder ins offene Meer hinaus gespült wurde, interpretiert. Letzteres wird auch für monodominante Ansammlungen von Fischen aus der Familie der Seenadeln (Syngnathidae) vermutet, die ebenfalls flache Küstengewässer bevorzugen.
- Ein fischreicher Horizont mit Überresten unterschiedlichster Taxa bildet den dritten Lagerstättentyp und repräsentiert das Nekton des Ablagerungsraumes. Die Fischfauna wird von Vertretern der Seehechte (Merlucciidae), Heringe (Clupeidae) und Makrelen (Scombridae) dominiert. Seltener finden sich Vertreter der Sägebarsche (Serranidae), Stachelmakrelen (Carangidae) und Eberfische (Caproidae) sowie vereinzelt isolierte Zähne des Nagelhais Echinorhinus pollerspoecki und von Kammzähnerhaien der Gattung Heptranchias. Aus diesem Horizont stammen auch der Holotypus von Petralca austriaca und weitere spektakuläre Funde wie etwa der riesige Mondfisch Austromola angerhoferi oder ein nahezu vollständiges Skelett eines noch namenlosen, delphinähnlichen Zahnwals.

Relativ häufig, jedoch weitgehend gleichmäßig im Sediment verteilt, findet sich fossiles Treibholz mit Spuren von holzbohrenden Muscheln und Bewuchs von Moostierchen, Vielborstern und Rankenfußkrebsen. Makrobenthos tritt hingegen nur vereinzelt und mit wenigen Arten auf. Die Muschel Megaxinus bellardianus, ein Vertreter der mit Schwefelbakterien in Symbiose lebenden Mondmuscheln (Lucinidae), wird in Lebendstellung, rechtwinkelig zur Schichtung im Sediment steckend, gefunden. Das Vorkommen der Muschel und geochemische Parameter des Sediments selbst deuten auf ein Sauerstoffdefizit im bodennahen Bereich des Ablagerungsraumes hin, was auch den guten Erhaltungszustand der Wirbeltierfossilien erklärt.

### Lebensweise
Rezente Seetaucher sind, wie der Trivialname bereits andeutet, hervorragende Taucher, die unter Wasser hauptsächlich nach Fischen jagen. Der bei Petralca festgestellte dickwandige Schaft des Oberarmknochens kann als Anpassung an eine tauchende Lebensweise interpretiert werden; das Merkmal tritt auch bei den rezenten Seetauchern auf. Ob sich Petralca, ebenso wie seine rezenten Verwandten, hauptsächlich piscivor ernährte, ist nicht nachgewiesen. Ein entsprechender Fossilbefund liegt allerdings für ?Colymboides metzleri aus dem Oligozän Süddeutschlands vor, was darauf hinweist, dass Vertreter der Seetaucherartigen bereits im Paläogen an diese Ernährungsweise angepasst waren.